# Hoofse liefde

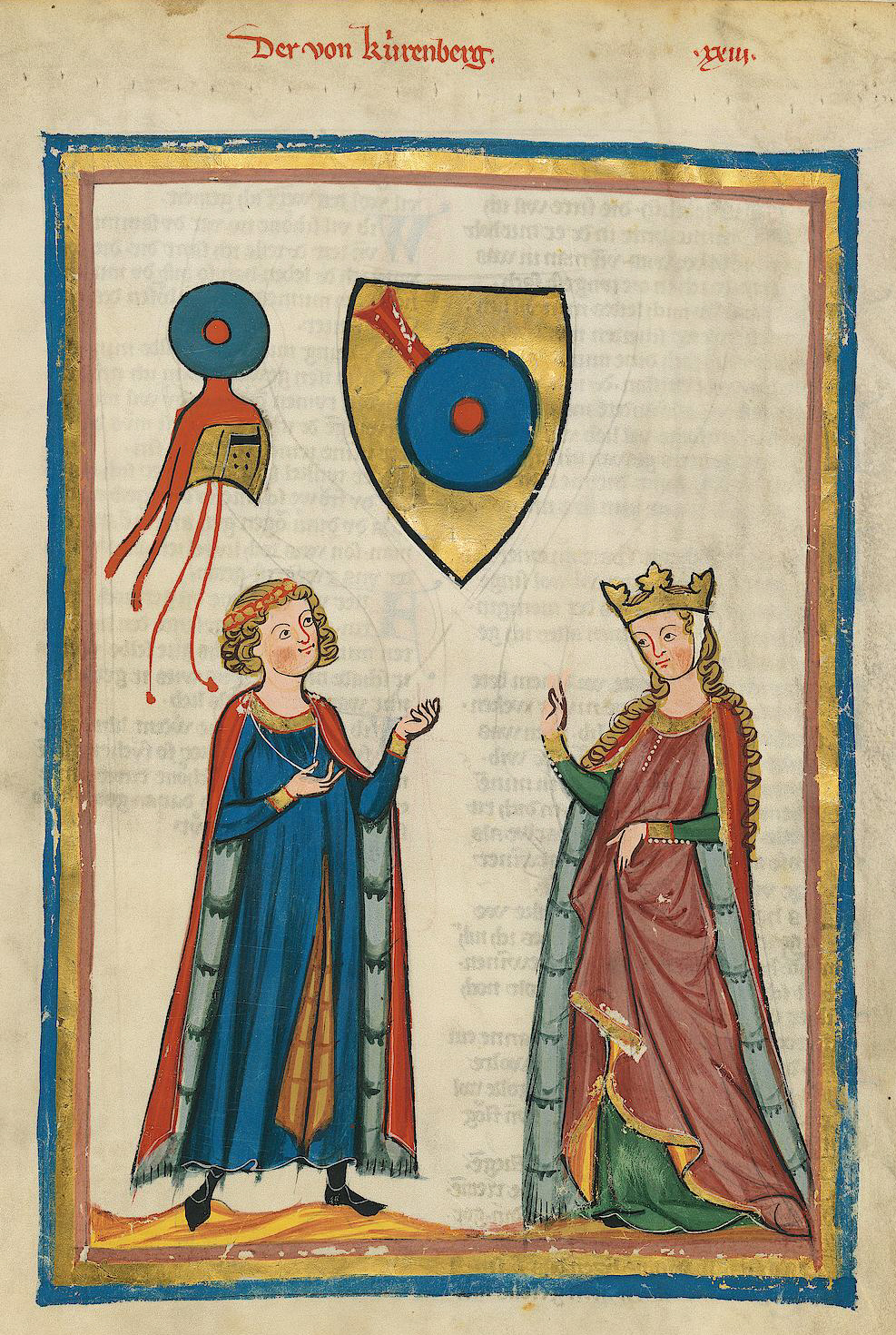
Hofmakerij in de Codex Manesse.

De hoofse liefde of hoofse minne was een middeleeuwse culturele vorm van verfijnde liefdesbeleving.

## Geschiedenis
Hoofse liefde kwam uitsluitend voor in de hogere standen en behelsde de bewondering van een edelman of ridder voor een onbereikbare, meestal gehuwde, vrouw. In de meeste gevallen ging het om een platonische relatie. 
In de bijbehorende dichtkunst kwamen de lichamelijke aspecten wel ter sprake, maar dan alleen om de onmogelijkheid ervan te benadrukken. De passie die in de hoofse liefde werd uitgedrukt, werd geacht een louterend effect te hebben op de beoefenaar. 
In riddertoernooien speelde de hoofse liefde ook een belangrijke rol, waarbij ridders hun overwinning opdroegen aan de onbereikbare vrouw. Uiteindelijk mochten de ridders wel geslachtsgemeenschap hebben met de vrouw maar dit pas nadat ze al hun queestes of opdrachten hadden uitgevoerd.
De hoofse dichtkunst (met bijbehorende muziek) bloeide vooral in de Franse Provence.
In Noord-Frankrijk ontwikkelde zich de hoofse roman (Chrétien de Troyes). In de Nederlanden was Hendrik van Veldeke een vertegenwoordiger van het genre.